# مقاطعة وارد (تكساس)
مقاطعة وارد (بالإنجليزية: Ward  County)‏ هي إحدى المقاطعات في ولاية تكساس، الولايات المتحدة الأمريكية